# Илија Марковић (кнез)
Кнез Илија Марковић (Грушић, око 1762 — Шабац, 5. јануар 1837) био је кнез Шабачке нахије, члан Народне канцеларије, дипломата и председник Београдског суда под владавином Милоша Обреновића.

## Биографија
Кнез Илија Марковић, рођен је око 1762. године у селу Грушић у шабачкој нахији. Његовог стрица су за време дахијског терора убили Турци, под оптужбом убиства три њихова сународника. Не зна се тачно када је постављен за поцерског кнеза, али има помена да је имао ту титулу у време Првог српског устанка. Био је члан и Правитељствујушчег Совјета, прве власти у устаничкој Србији као саветник 1808. и 1809. године. У Совјету је 1811. године постао попечитељ правде и врховни вилајетски судија. Био је један од првих српских старешина који су се предали Турцима када су видели напредовање османске војске из Босне. После пропасти Првог српског устанка бежи у Срем, а по почетку Другог српског устанка, враћа се у Србију и придружује се устаницима. Кнез Милош га је поставио за кнеза Шабачке нахије, а затим и за члана Народне канцеларије у Београду. Године 1819. одлази у Цариград као члан српске делегације, где ће провести наредних 7 година. Године 1828. по повратку из Цариграда, постављен је за председника Београдског суда на 6 месеци. Године 1833. Кнез Милош га пензионише уз државну пензију. Умире у Шапцу 5. јануара 1837. године и сахрањен је у црквеној порти.